# 橋湾駅 (甘粛省)
橋湾駅（きょうわんえき）は甘粛省酒泉市瓜州県にある蘭新線の駅である。1956年開業。蘭州駅から950㎞、河東駅から14㎞、柳溝駅から21㎞である。この駅は、旅客、貨物とともに扱う。この駅は蘭州鉄路局に属する。

## 隣の駅
蘭新線
河東駅 - 橋湾駅 - 柳溝駅